# Diritti LGBT in Palestina

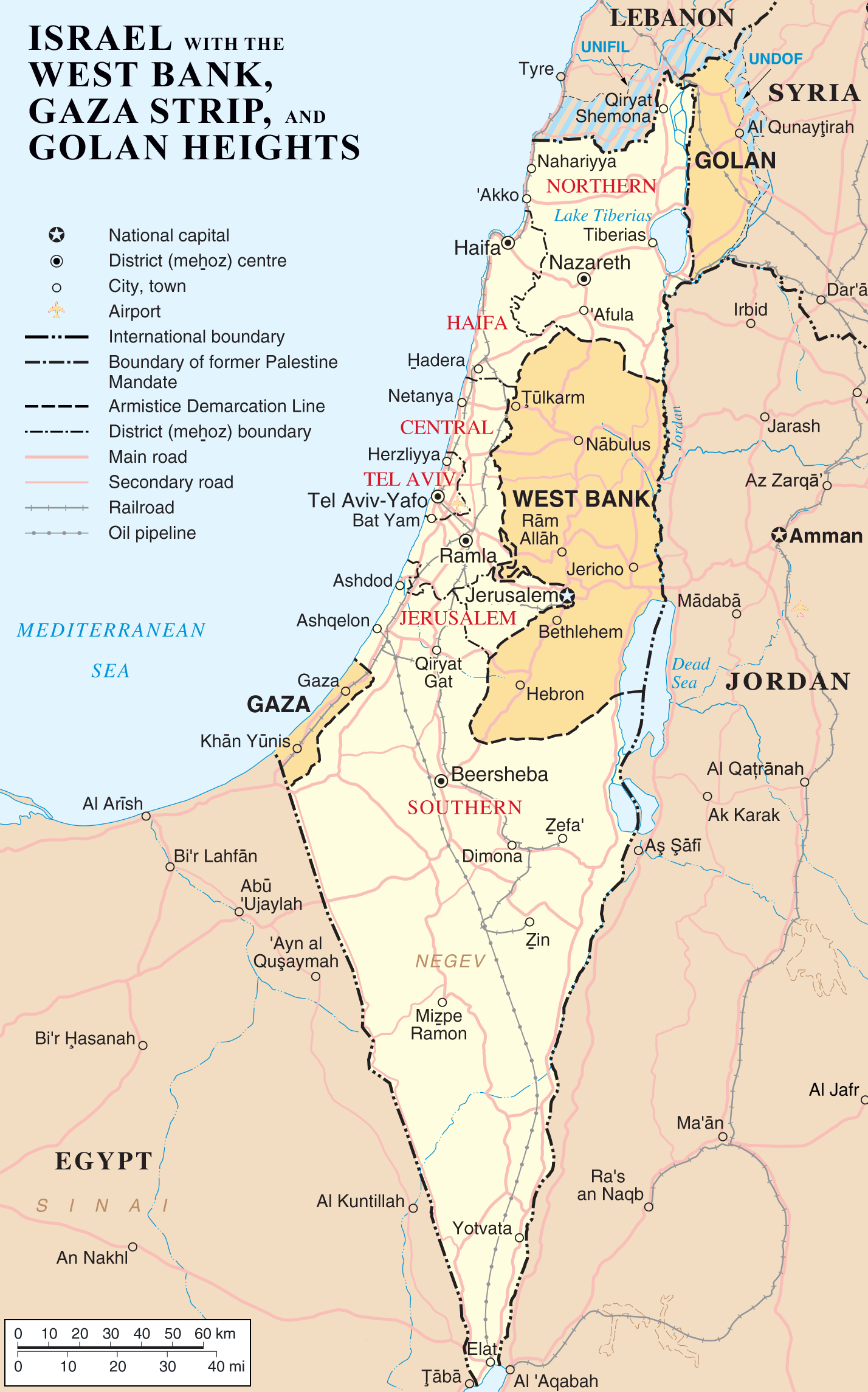
Una mappa in cui sono delineati (seppure inclini a cambiamenti) i territori palestinesi

I diritti umani e civili relativi alle persone gay, lesbiche, bisessuali e transgender sono una delle questioni rimaste irrisolte e ancora oggi più fortemente tabù nei territori amministrati direttamente da un'autorità palestinese, ossia nello Stato di Palestina: l'omofobia è lecitamente e ripetutamente espressa sia da parte dei maggiori leader religiosi musulmani sia da importanti esponenti laici della società, in quanto tradizionalmente accettata dalla comunità.

## Il diritto penale e i diritti civili
I territori palestinesi non hanno alcuna specifica legislazione standard a protezione di persone LGBT da discriminazioni e molestie; anche se la costituzione palestinese, tra le sue leggi fondamentali garantisce libertà di credo ed espressione, compresa la tutela dell'integrità fisica da eventuali persecuzioni "a causa di razza, sesso, colore, religione di appartenenza, opinioni politiche o disabilità".
Migliaia di palestinesi omosessuali sono stati costretti nel corso degli anni a fuggire in Israele a causa dell'ostilità che si trovavano a dover affrontare nei luoghi d'origine, ma è stato anche segnalato che molti di questi sono stati oggetto di arresti domiciliari o deportazione da parte delle stesse autorità israeliane, e ciò a causa dell'inapplicabilità di fatto della legge in materia di asilo per tutti quei cittadini provenienti dalle aree o nazioni con cui lo stato ebraico si trova ad essere in conflitto..
Da un lato, almeno ufficialmente, i rapporti omosessuali erano stati depenalizzati negli ex-territori giordani (Cisgiordania) fin dal 1951, e tali son rimasti fin da allora. D'altra parte, nella Striscia di Gaza rimane in vigore l'ordinanza del codice penale inglese No.74 del 1936: la sezione 152(1)(b)(c) del codice stabilisce che chiunque "commetta un atto di sodomia con una persona contro la sua volontà con l'uso della forza o di minacce" o "commetta un atto di sodomia con un bambino di età inferiore ai sedici anni" è passibile di reclusione fino a 14 anni, mentre la sezione 152(2)(b) stabilisce che chiunque abbia "conoscenza carnale" di qualcuno "contro la legge di natura" è passibile di reclusione fino a 10 anni. L'accademico palestinese Sa'ed Atshan ha sostenuto che questo codice penale è un esempio di esportazione britannica dell'omofobia nel Sud globale. L'attuale applicabilità di questa legge è controversa. La Human Dignity Trust afferma che il codice penale è ancora "in vigore" a Gaza, anche se con scarse prove della sua applicazione, mentre Amnesty International non riporta che l'attività sessuale tra persone dello stesso sesso sia illegale in nessun territorio palestinese, ma sottolinea che le autorità palestinesi non fermano, prevengono o indagano sulle minacce e sugli attacchi omofobici e transfobici. Una correzione pubblicata dall'Associated Press nell'agosto 2015 affermava che l'omosessualità non è vietata, per legge, nella Striscia di Gaza o in Cisgiordania, ma è "ampiamente tabù", e aggiungeva "non ci sono leggi che vietino specificamente gli atti omosessuali".
Sotto il controllo della Striscia di Gaza da parte di Hamas, nel febbraio 2016 è stato reso noto che uno dei principali comandanti del braccio armato del gruppo, Mahmoud Ishtiwi, è stato giustiziato con l'accusa di furto e sesso gay; secondo quanto riferito, la leadership di Hamas temeva che Ishtiwi potesse diventare un informatore per l'intelligence israeliana; la sua famiglia ha negato le accuse affermando che si sarebbe trattato di un regolamento di conti.
È importante notare che l'autorità palestinese, da quando ha ottenuto legalmente il controllo di quelle aree, non ha mai legiferato né a favore né contro l'omosessualità: in linea con quasi tutte le altre leggi palestinesi, l'eredità legale confusa causata dalle varie occupazioni straniere che col tempo si sono succedute - ottomana, britannica, giordana, egiziana e israeliana - continua a rendere estremamente confusa la situazione legale delle persone LGBT all'interno dei territori.
A causa di questo i diritti civili nei territori palestinesi rimangono fortemente indeterminati, e la discriminazione deve la sua ragion d'essere tanto alla natura provvisoria dei poteri civili dell'Autorità palestinese, quanto alla natura instabile riguardante l'esistenza stessa di uno Stato di Palestina come entità territoriale autonoma.

## Il matrimonio e la famiglia omosessuale
Né le unioni civili né tanto meno il matrimonio tra persone dello stesso sesso hanno in alcun modo un qualche riconoscimento giuridico all'interno dei territori palestinesi.
Molti palestinesi gay, lesbiche, bisessuali o transgender si sono rifugiati, sia legalmente sia come clandestini, per lo più verso i maggiori centri urbani di Israele, come Tel Aviv, alla ricerca di una società più tollerante nei loro confronti: proprio i rapporti affettivi e sentimentali esistenti tra arabi ed ebrei omosessuali hanno per primi contribuito ad aprire una breccia nel muro di ostilità ed incomprensione tra le due etnie.
Facendo da ponte per una futura convivenza pacifica tra popoli e di apertura interculturale, le persone LGBT israeliane e palestinesi che hanno tra loro una qualche relazione amorosa si dimostrano essere le più libere da pregiudizi e pronte al dialogo dell'intera regione.

## Media e riferimenti culturali
Diverse pellicole cinematografiche o programmi della TV israeliana hanno affrontato la questione riguardante il diritto all'esistenza delle persone LGBT nella società palestinese, spesso in relazione a rapporti sentimentali con cittadini israeliani; tuttavia nessuno di questi film sono stati diretti o recitati in prima persona da palestinesi.
- Drifting/Deriva, del 1983, è il primo film israeliano ad aver fatto discutere di tematiche LGBT la società civile: il protagonista, un cittadino d'Israele, tra le tante persone che incontra e con cui interagisce, vi sono anche due palestinesi gay.[15]
- The Bubble, in cui due uomini gay, un israeliano ed un palestinese, affrontano a viso alto i pregiudizi e le difficoltà di accettazione della loro convivenza da parte degli altri, mentre si trovano a vivere a Tel Aviv.
- Zero gradi di separazione infine esplora le sfide che coppie dello stesso sesso devono affrontare in Israele quando uno dei due partner è palestinese.[14]
- Out in the Dark una pellicola israeliana pluripremiata che tratta dell'amore tra due giovani: uno studente di psicologia palestinese e un avvocato israeliano.

## Tabella riassuntiva
| Depenalizzazione dell'omosessualità                                                                           | Cisgiordania: maschile legale dal 1951 femminile da sempre Gaza: Assenza di consenso sull'applicabilità legale delle disposizioni britanniche del 1936 sui reati sessuali alla condotta omosessuale femminile |
| Uguale età del consenso rispetto agli eterosessuali                                                           | Cisgiordania: Gaza: maschile femminile |
| Divieto di discriminazione nel posto di lavoro                                                                | No |
| Divieto di discriminazione nella fornitura di beni e servizi                                                  | No |
| Leggi anti-discriminazione in tutti gli altri settori (inclusa discriminazione diretta ed espressioni d'odio) | No |
| Matrimonio egualitario                                                                                        | No |
| Unione civile                                                                                                 | No |
| Adozione di bambini                                                                                           | No |
| Adozione congiunta per le coppie dello stesso sesso                                                           | No |
| Diritto per le persone LGBT di poter servire nelle forze armate                                               | No |
| Diritto di cambiare genere legale                                                                             | No |
| Maternità surrogata per le coppie omosessuali                                                                 | No |
| Accesso alla fecondazione in vitro per le lesbiche                                                            | No |
| Permesso di donare il sangue                                                                                  | No |